# Sicilibba
Sicilibba (łac. Dioecesis Sicilibbensis) – stolica historycznej diecezji w Cesarstwie Rzymskim w prowincji Afryka Prokonsularna, na terenie dzisiejszej Tunezji. Obecnie katolickie biskupstwo tytularne.

## Biskupi
| Lp. | Biskup                 | Funkcja                                        | Od               | Do                   |
| --- | ---------------------- | ---------------------------------------------- | ---------------- | -------------------- |
| 1.  | Robert Louis Whelan SJ | biskup koadiutor Fairbanks (Stany Zjednoczone) | 6 grudnia 1967   | 15 listopada 1968    |
| 2.  | Maurice Marie-Sainte   | biskup pomocniczy Fort-de-France (Francja)     | 19 grudnia 1968  | 4 lipca 1972         |
| 3.  | Arnaldo Ribeiro        | biskup pomocniczy Belo Horizonte (Brazylia)    | 6 listopada 1975 | 28 grudnia 1988      |
| 4.  | Juozapas Matulaitis    | administrator apostolski koszedarski (Litwa)   | 10 marca 1989    | 24 grudnia 1991      |
| 5.  | Ruggero Franceschini   | wikariusz apostolski Anatolii (Turcja)         | 2 lipca 1993     | 11 października 2004 |
| 6.  | Joseph Thomas Konnath  | biskup pomocniczy Trivandrum (Indie)           | 5 stycznia 2005  | 25 stycznia 2010     |
| 7.  | Christoph Hegge        | biskup pomocniczy Münsteru (Niemcy)            | 31 maja 2010     |                      |